# Slingbox
Lo slingbox è un dispositivo elettronico in grado di distribuire su una connessione Internet locale le trasmissioni televisive, sia di tipo analogico che di tipo digitale terrestre o satellitare in modalità streaming.
Il dispositivo è costituito da un set-top box da collegare da un lato al televisore o al ricevitore digitale, dall'altro a un modem-router di tipo ADSL. Il segnale televisivo può quindi essere visualizzato su un computer o su un telefonino, collegato al modem-router, previa installazione di un apposito software.
Il dispositivo si installa facilmente ed è compatibile con Mac e PC. La qualità dell'immagine varia a seconda della banda disponibile in upload. Il requisito minimo dichiarato è 200 kbps. Dai 600 kbps in su si possono apprezzare senza problemi tutti i tipi di trasmissione, compresi gli eventi sportivi.